# Peugeot 205
Peugeot 205 byl malý osobní automobil, který v letech 1983 až 1998 vyráběla francouzská automobilka Peugeot. Celkem bylo vyrobeno 5,3 milionu vozů ve verzích tří- nebo pětidveřový hatchback nebo dvoudveřový kabriolet. Jeho předchůdcem byl Peugeot 104 a jeho nástupcem Peugeot 206. Vůz byl úspěšný i v rallye a získal také titul Auto osmdesátých let od časopisu Car Magazine.

## Historie

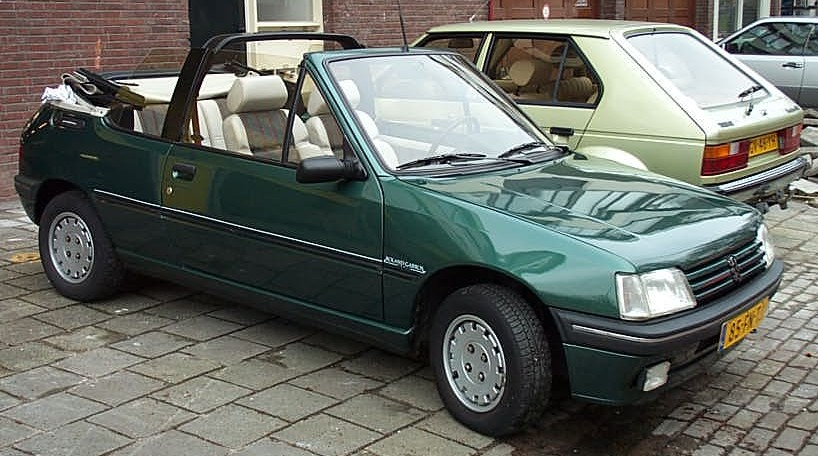
205 kabriolet

Díky typu 205 měla automobilka proniknout do segmentu malých vozů. Původně přebíral motory od svého předchůdce. V roce 1994 se objevila verze 205D Turbo. Tu poháněl přeplňovaný motor. Už po roce ale byla zastavena výroba a tento typ byl nahrazen modelem GTI. Model 205 nikdy neprošel faceliftem. Obměňovány byly pouze drobné části nebo vzhled interiéru. Výroba byla zastavena až po nástupu typu 206. Design kabrioletu navrhl Pininfarina. V polovině 80. let byl představen Peugeot 205 Électrique, elektrická varianta automobilu s dvanácti Ni-Fe bateriemi o napětí 6V a kapacitě 232 Ah. Dojezd vozu při rychlosti 70 km/h byl 140 kilometrů.

## 205 GTI
U sportovní verze byly na výběr pohonné jednotky o objemech 1,6 (76 a 85kW) a 1,9 l (75, 88, 94 a 96kW). Ve výbavě vozu byla sportovní sedadla, kotoučové brzdy na všech kolech v případě verze 1,9 88 a 94kW, která byla čtrnácti- nebo patnáctipalcová z lehkých slitin. Několik vozů GTI se objevilo i s karoserií kabriolet. V rámci série GTI se objevilo několik speciálních edic sloužících jako homologační série pro rallye.

## 205 Rallye
Další sportovní verze se vyráběla v letech 1989 až 1992. Výroba probíhala ve spolupráci s Peugeot-Talbot sport. Hlavní důraz byl kladen na co nejmenší hmotnost vozu, která nakonec byla pouhých 794 kg. Bylo vyrobeno okolo 30 000 vozů, které se prodávaly jen ve Francii, Belgii, Nizozemí a Španělsku.

## Závodní verze

### 205 Turbo 16

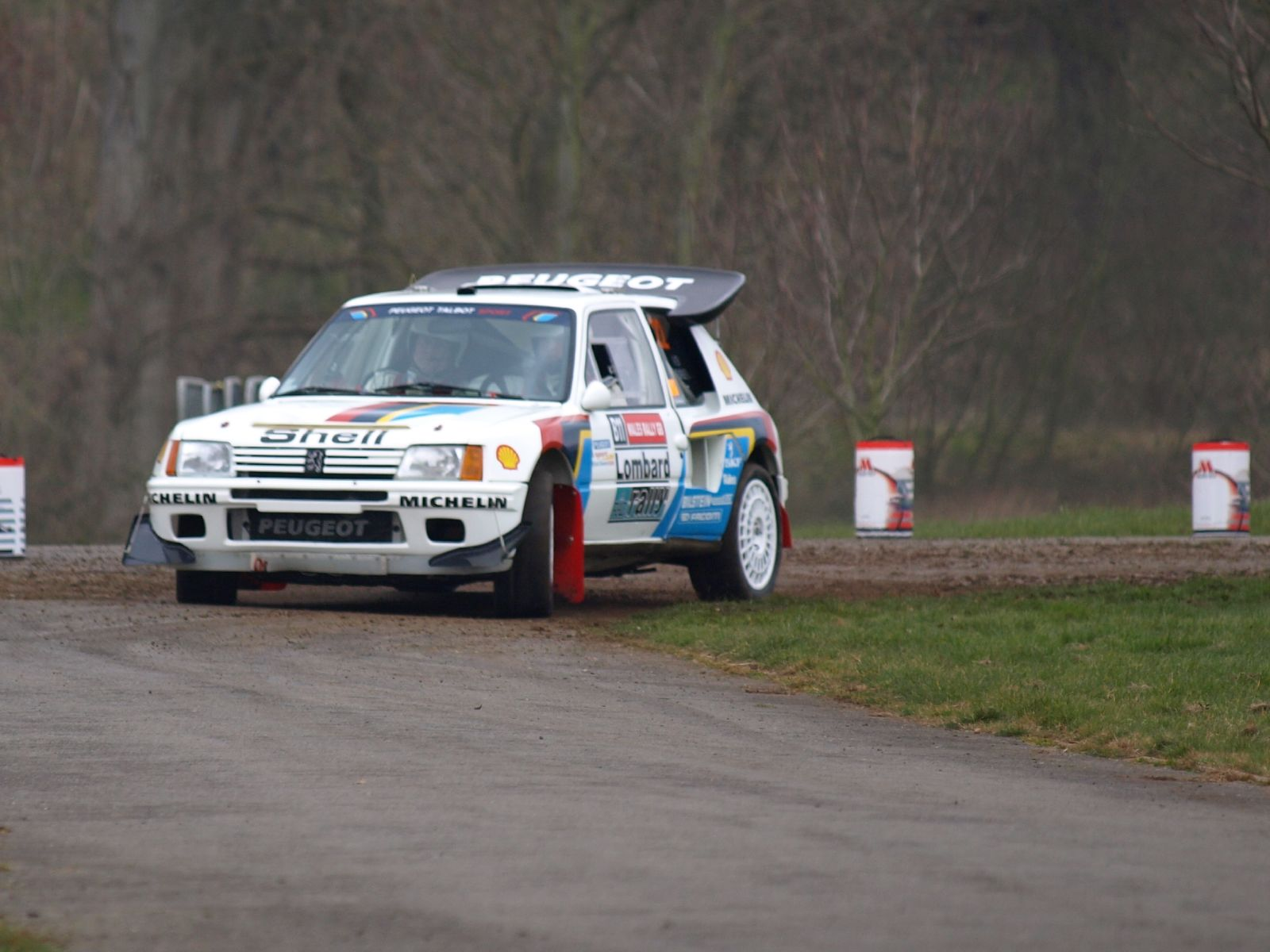
205 T16 Evo 2

Speciál postavený pro závody ve skupině B. Pro homologaci musela být postavena dvousetkusová série. Motor byl umístěn za předními sedadly a vůz měl pohon všech kol. T bylo označení pro turbodmychadlo a číslice 16 znamenala šestnáctiventilový motor. Tým pod vedení Jeana Todta získal v letech 1985 a 1986 pohár konstruktérů a tituly mistra světa jezdců získali piloti Timo Salonen a Juha Kankkunen.
Oficiální označení T u Peugeotu 205 s turbem není správné, neboť se toto označení doplňkově vžilo až s označením u Peugeotu 405 T 16. Správně a výhradně je Peugeot 205 Turbo 16
První prototyp byl představen v roce 1983. Prvním ostrým startem byla Korsická rallye 1984. Ari Vatanen tam vybojoval čtvrté místo. Již v této sezoně získávají vozy první tři vítězství. A tým Peugeot Sport končí celkově třetí za Audi Sport a Lancia Racing. Korsická rallye 1985 byla první soutěží vylepšené verze 205 T16 Evo 2. Po zrušení skupiny vyhrály tyto vozy Rallye Dakar 1987 a Rallye Dakar 1988. Vatanen se s upraveným vozem účastní závodu Pikes Peak, ale prohrává s Audi. Řada vozů závodí posléze v rallycrossu.
Vůz měl laminátovou karoserii s rámem umístěnou na podvozku. Poháněl jej čtyřválcový šestnáctiventilový motor o objemu 1774 cm³ s rozvodem DOHC přeplňovaný turbodmychadlem Garett, který dosahoval výkonu 530 koní a točivého momentu 490 Nm. Dvoulamelová suchá spojka měla keramické obložení. Mezinápravový diferenciál byl od firmy Fergussona zadní od firmy ZF. Vůz měl pětistupňovou manuální převodovku a dvě palivové nádrže na 110 litrů umístěné pod sedadly. Samonosná karoserie měla ocelovou střechu. Všechna okna byla z čirého plastu. Tlumiče vyrobila firma Bilstein.
Rozměry
- Délka - 3825 mm,
- Šířka - 1674 mm,
- Hmotnost - 1125 kg (Evo 1), 910 kg (Evo 2)

## Edice 205

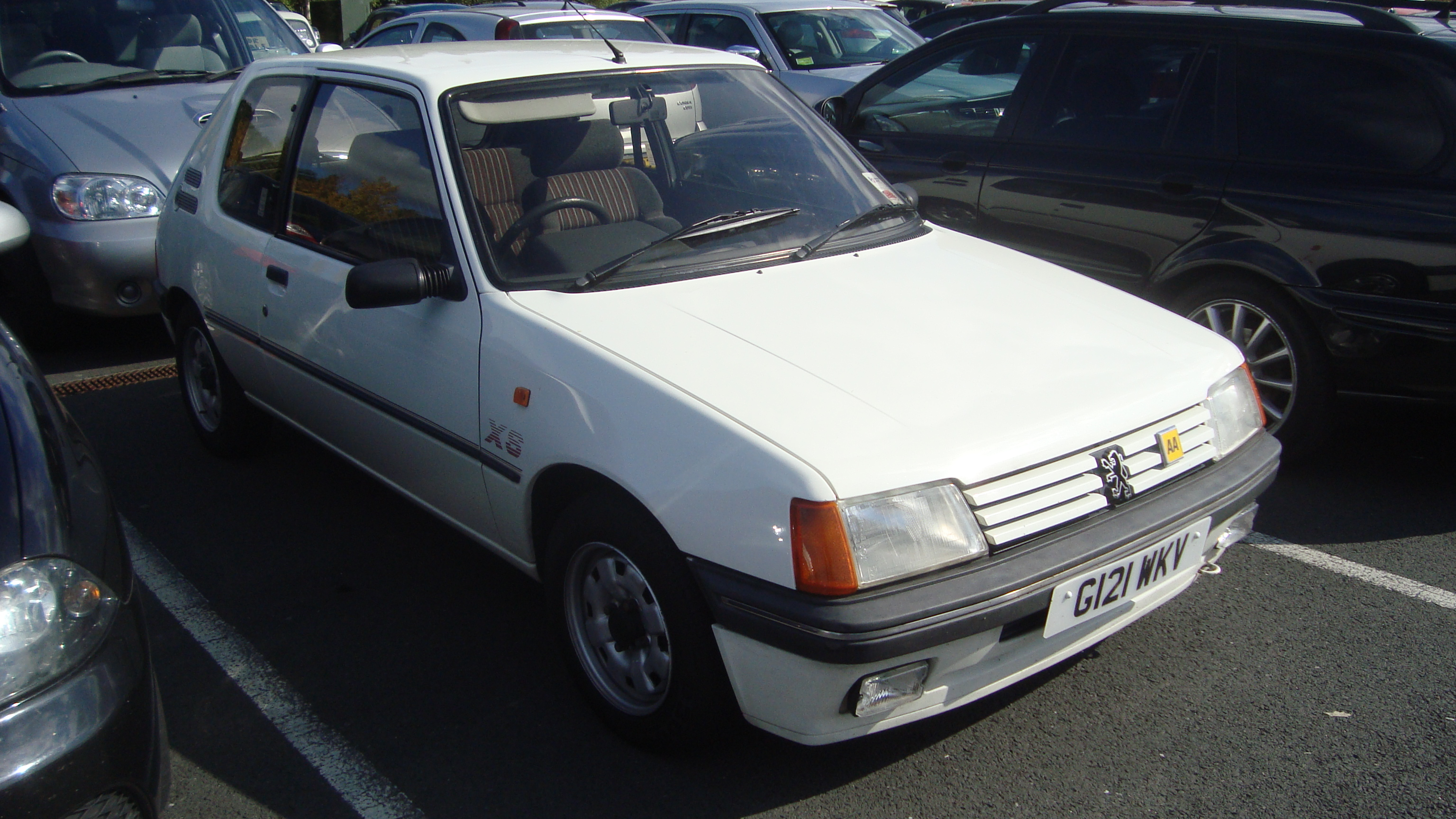
Peugeot 205 1.4 XS

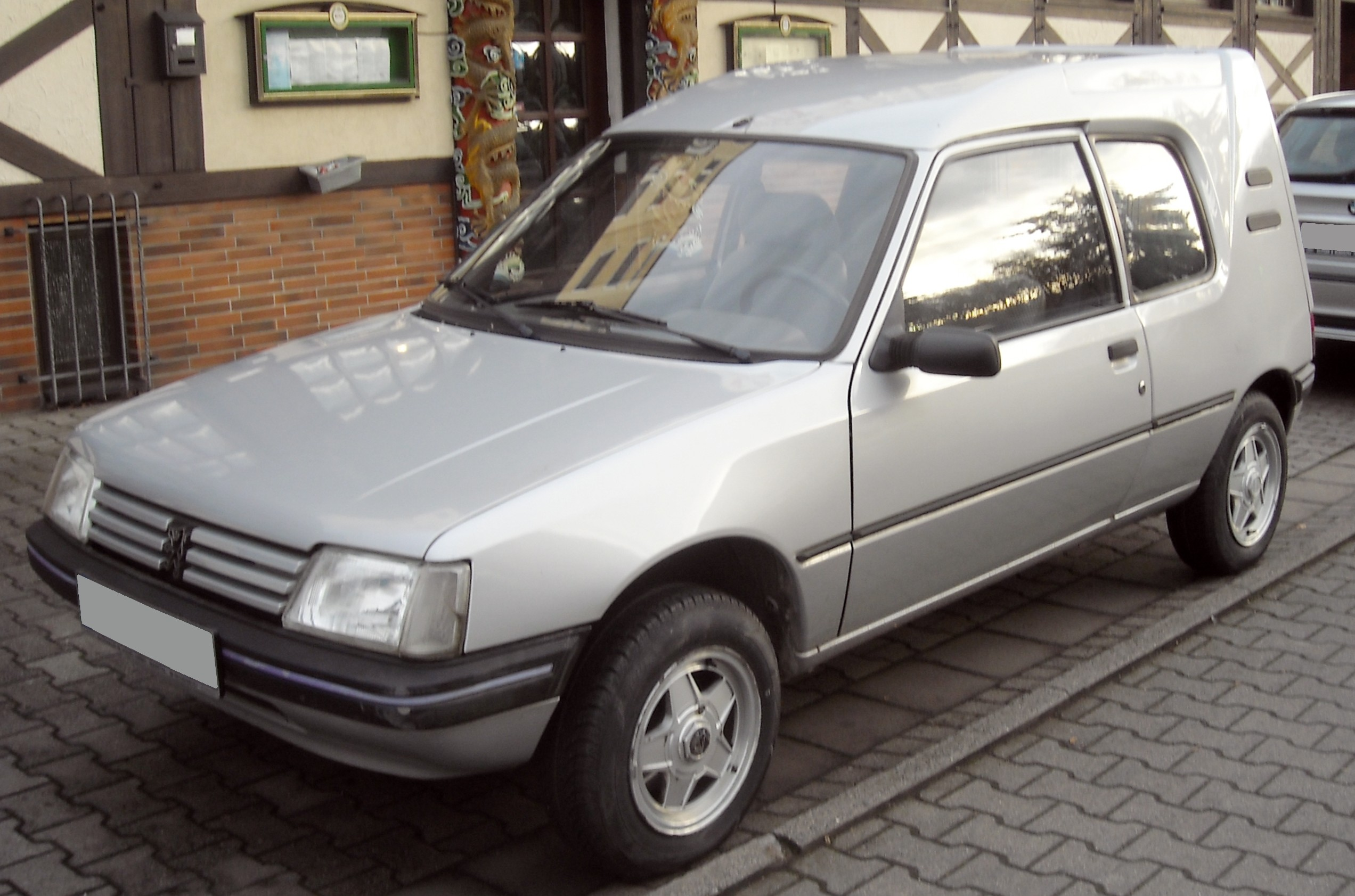
Peugeot 205 XAD

| Typ               | Karoserie                   | Rok výroby                    | Motor (počet válců - objem)                                        | Palivo          | Převodovka  |
| 205 Junior        | 3 nebo 5dvéřový hatchback   | 1986-1993                     | benzínové 4 válce s objemem od 954 cm³ do 1360 cm³ Diesel 1769 cm³ | Benzín i Diesel | Manuální    |
| ----------------- | --------------------------- | ----------------------------- | ------------------------------------------------------------------ | --------------- | ----------- |
| 205 XE            | 3.dveřový hatchback         | 1985–1992                     | benzínové 4 válce s objemem od 954 cm³ do 1360 cm³ Diesel 1769 cm³ | Benzín i Diesel | Manuální    |
| 205 GE            | 5dvéřový hatchback          | 1984–1988                     | benzínové 4 válce s objemem od 954 cm³ do 1360 cm³ Diesel 1769 cm³ | Benzín i Diesel | Manuální    |
| 205 Look          | 3.dveřový hatchback         | 1989–1994                     | benzínové 4 válce s objemem od 954 cm³ do 1360 cm³ Diesel 1769 cm³ | Benzín i Diesel | Manuální    |
| 205 Style         | 3.dveřový hatchback         | 1990–1995                     | benzínové 4 válce s objemem od 954 cm³ do 1360 cm³ Diesel 1769 cm³ | Benzín i Diesel | Manuální    |
| 205 XL            | 3.dveřový hatchback         | 1985–1989 1984–1991           | benzínové 4 válce s objemem od 954 cm³ do 1360 cm³ Diesel 1769 cm³ | Benzín i Diesel | Manuální    |
| 205 GL            | 5dvéřový hatchback          | 1983–1993                     | benzínové 4 válce s objemem od 954 cm³ do 1360 cm³ Diesel 1769 cm³ | Benzín i Diesel | Manuální    |
| 205 XR            | 3.dveřový hatchback         | 1984–1988 1990–1992 1988–1990 | benzínové 4 válce s objemem od 954 cm³ do 1360 cm³ Diesel 1769 cm³ | Benzín i Diesel | Manuální    |
| 205 GR            | 5dvéřový hatchback          | 1983–1992 1990–1991           | benzínové 4 válce s objemem od 954 cm³ do 1360 cm³ Diesel 1769 cm³ | Benzín i Diesel | Manuální    |
| 205 SR            | 5dvéřový hatchback          | 1983–1990                     | benzínové 4 válce s objemem od 954 cm³ do 1360 cm³ Diesel 1769 cm³ | Benzín i Diesel | Manuální    |
| 205 Automatic     | 5dvéřový hatchback          | 1986–1994                     | 4 válce 1580 cm³                                                   | Benzín          | Automatická |
| 205 Sunset        | 5dvéřový hatchback          | 1993–1997                     | 4 válce 1124 cm³                                                   | Benzín          | Manuální    |
| 205 XT            | 3.dveřový hatchback         | 1990–1994                     | 4 válce 1360 cm³                                                   | Benzín          | Manuální    |
| 205 XS            | 3.dveřový hatchback         | 1986–1992                     | 4 válce 1360 cm³                                                   | Benzín          | Manuální    |
| 205 GT            | 5dvéřový hatchback          | 1983–1987 1989–1993           | 4 válce 1360 cm³                                                   | Benzín          | Manuální    |
| 205 GTX           | 3.dveřový hatchback         | 1986–1991                     | 4 válce 1592 cm³                                                   | Benzín          | Manuální    |
| 205 Roland Garros | 3 dvéřový hatchback, cabrio | 1989–1992                     | 4 válce 1360 cm³                                                   | Benzín          | Manuální    |
| 205 CJ            | cabrio                      | 1986–1994                     | 4 válce s objemem od 954 do 1360 cm³                               | Benzín          | Manuální    |
| 205 CTi           | cabrio                      | 1985–1992 1986–1992           | 4-Válec 1580 cm³ 4-Válec 1905 cm³                                  | Benzín          | Manuální    |
| 205 GTi           | 3.dveřový hatchback         | 1984–1994 1986–1993           | 4-Válec 1580 cm³ 4-Válec 1905 cm³                                  | Benzín          | Manuální    |
| 205 Rallye        | 3.dveřový hatchback         | 1987–1992                     | 4 válce 1294 cm³ později 1580 cm³ a 1905 cm³                       | Benzín          | Manuální    |
| 205 Dturbo (STDT) | 3.dveřový hatchback         | 1991–1995                     | 1769 cm³ diesel                                                    | Diesel          | Manuální    |
| 205 Style Diesel  | 3 nebo 5dvéřový hatchback   | 1990–1996                     | 1769 cm³ diesel                                                    | Diesel          | Manuální    |
| 205 GTi Gentry    | 3.dveřový hatchback         |                               | GTi 1,9                                                            | Benzín          | Automatická |
| 205 GTi Griffe    | 3.dveřový hatchback         |                               | GTi 1,9                                                            | Benzín          | Manuální    |
| 205 GTi 1FM       | 3.dveřový hatchback         |                               | GTi 1,9                                                            | Benzín          | Manuální    |
| 205 XA/XAD/Multi  | Van                         |                               | 1769 cm³ diesel                                                    | Diesel          | Manuální    |